# Cortigiana

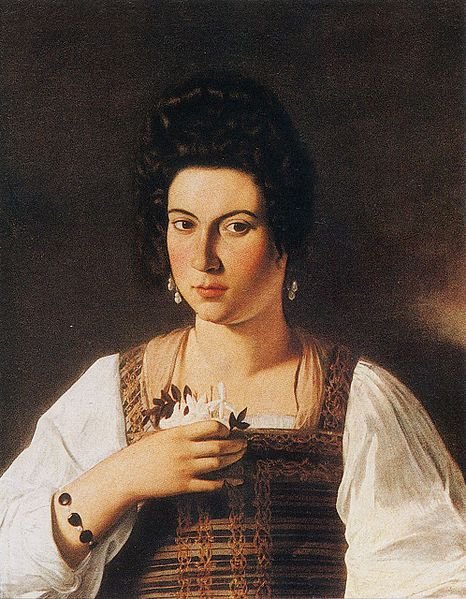
Ritratto di cortigiana (1597), attribuito a Caravaggio e ritenuto ritratto della cortigiana romana Fillide Melandroni.

La cortigiana (dal femminile di cortigiano, «donna di corte»
) è, nel suo significato più comune, una prostituta di alto livello che offre compagnia, intrattenimento e prestazioni sessuali a uomini di nobiltà o dell'alta borghesia, ricevendone denaro, favori o protezione.
Nel linguaggio storico (specie nell'Europa dell'Antico regime), la parola designava anche una donna che frequentava stabilmente la corte di un sovrano, partecipando alla vita politica, culturale e diplomatica di palazzo.

## Storia

### Antichità

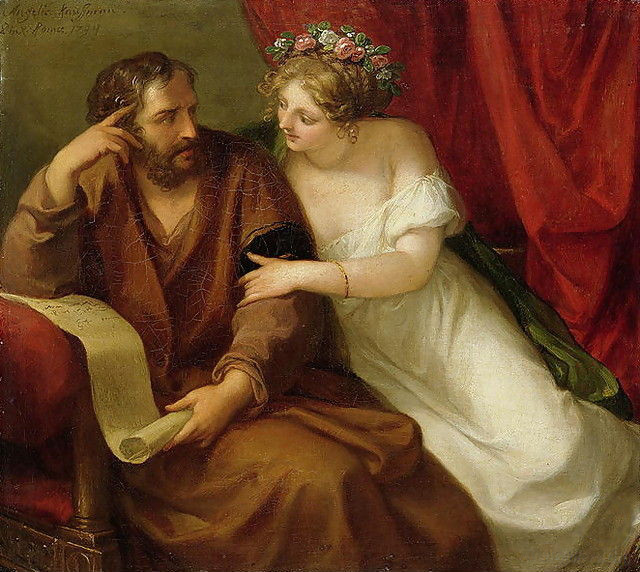
Frine seduce Senocrate, dipinto di Angelika Kauffmann, 1794.

#### Grecia
Nella Grecia antica la figura corrispondente era la etera, cortigiana libera e tassata dallo Stato, istruita in musica, retorica e filosofia, che godeva di status, ricchezza e autonomia non concessi alle donne ateniesi comuni.  Celebri hetairai come Frine divennero muse di scultori e pittori, influenzando l'estetica classica.  Un'altra figura di spicco fu Aspasia di Mileto, compagna di Pericle e anfitriona di uno dei più noti circoli filosofici di Atene.

#### India
Il trattato politico sanscrito Arthaśāstra (IV sec. a.C.) descrive le ganikā come cortigiane di Stato che, oltre ai servizi erotici, svolgevano funzioni diplomatiche e di intelligence a beneficio del sovrano.  Studi recenti sottolineano come queste donne fossero spesso alfabetizzate, proprietarie di beni e in grado di influire sulla politica urbana.  L’esempio più citato è Amrapali, nagarvadhu ("sposa della città") di Vaishali che, secondo la tradizione buddhista, divenne poi monaca e benefattrice.

#### Roma
Le fonti della tarda Repubblica romana attestano la presenza di cortigiane d’influenza politica. Volumnia Citeride, attrice di mimo emancipata dal patrono, fu compagna di Marco Antonio e prese parte al suo corteo trionfale. Precia – citata da Plutarco – ottenne per Lucio Licinio Lucullo il comando in Cilicia grazie ai propri contatti con il tribuno Cornelio Cetego.

#### Cina e Giappone
Nel periodo Edo (XVII-XIX sec.) le Oiran costituivano la massima élite delle case di piacere (yūkaku) giapponesi: formate in poesia, calligrafia, danza e musica, potevano scegliere i clienti ed erano riconosciute come artiste pubbliche.  Nella Cina tardo-imperiale divenne celebre Sai Jinhua, che accompagnò un inviato Qing in Europa nel 1896 e fu successivamente mitizzata come patriota.

### Medioevo europeo
Con la nascita delle corti itineranti dei sovrani altomedievali, il palazzo divenne centro di governo e mecenatismo; la codificazione dell'«amor cortese» (XI-XIII sec.) nobilitò le relazioni extraconiugali aristocratiche, anticipando la cortigiana rinascimentale.

### Rinascimento

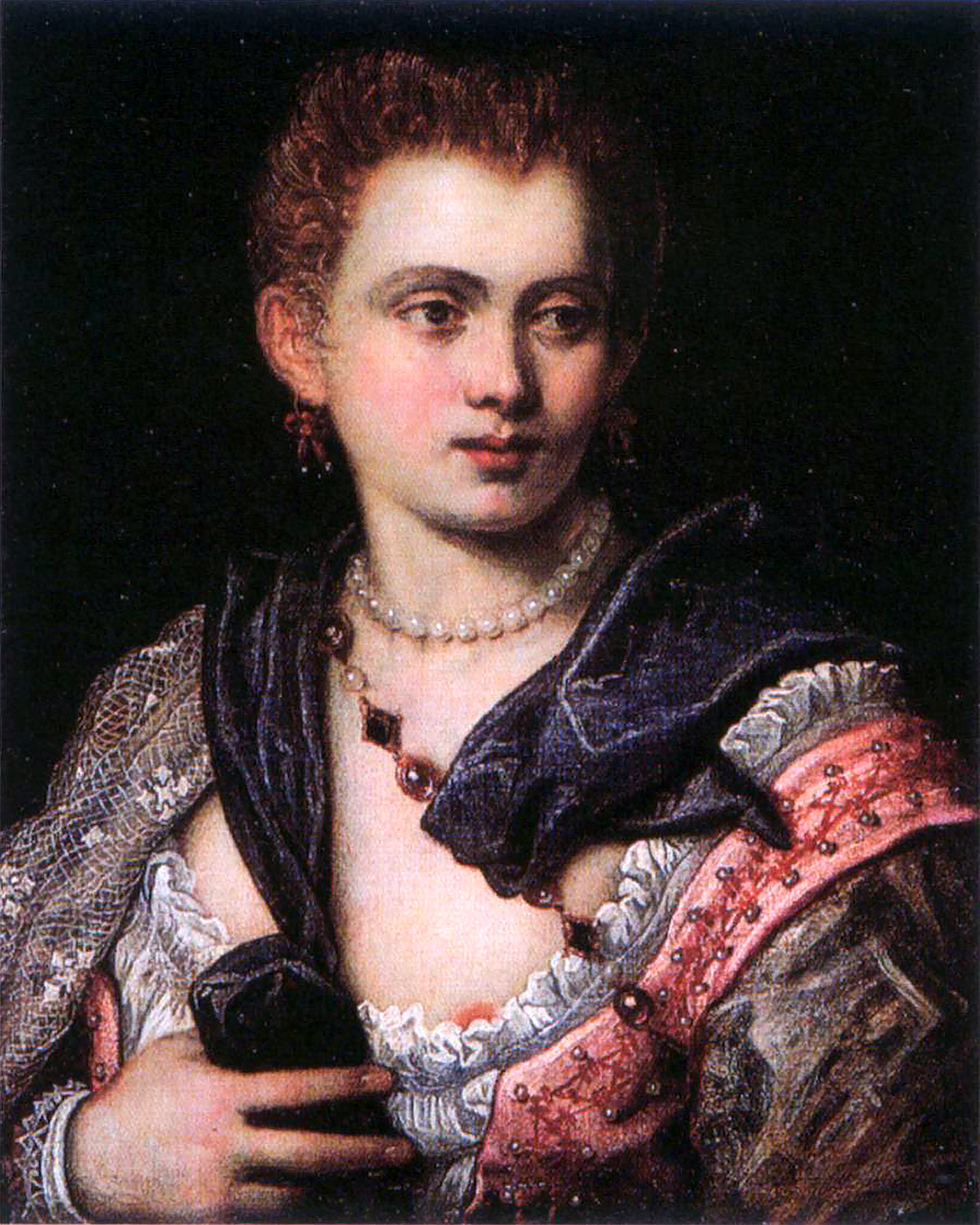
Veronica Franco, poetessa e cortigiana veneziana del Cinquecento, in un ritratto di Tintoretto (1575 circa).

Dalla fine del Quattrocento, in Italia emerse la figura della cortigiana onesta («onorata»), dotta e intellettuale, distinta dalla più umile cortigiana di lume, di estrazione più bassa. Le cortigiana onorate eccellevano per educazione, spirito e doti di conversazione; talvolta provenivano da famiglie agiate o erano sposate a uomini di rango inferiore, consapevoli dell'attività della moglie. La cortigiana onesta era dunque una donna colta, spesso poetessa o musicista, che conciliava attrattiva erotica e competenze culturali, frequentando le piccole corti principesche e gli ambienti umanistici.
Una delle prime a teorizzare il proprio ruolo fu Tullia d'Aragona, autrice del dialogo Infinità d'amore. Veronica Franco, a Venezia, conciliò poesia, mecenatismo e difesa legale delle colleghe. Imperia Cognati, che fu amica di Raffaello, è considerata la prima celebrità della classe dei cortigiani creata a Roma alla fine del XV secolo. Studi socioculturali mostrano come istruzione, rete di patronato e autorappresentazione artistica (ritratti, sonetti) costituissero leve di emancipazione femminile nell'Italia del Cinquecento.

### Età moderna (XVII-XVIII secolo)
Nelle grandi monarchie – da Versailles alla corte degli Asburgo – cortigiane come Ninon de Lenclos ospitarono filosofi e ministri, fungendo da mediatrici politiche e figure di riferimento nei salotti letterari, incarnando un modello di donna colta fuori dal matrimonio. A Londra la scozzese Sophia Baddeley incarnò il demi-monde georgiano, mentre a Parigi La Païva investì le sue donations notarili in un palazzo sugli Champs-Élysées.

### XIX secolo

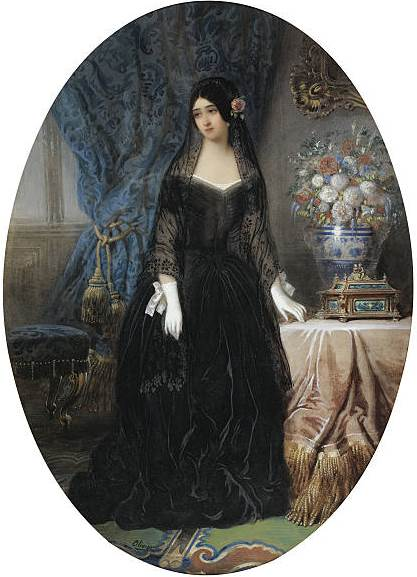
Marie Duplessis, 1840.

Con l'espansione di stampa e fotografia, la cortigiana divenne celebrità proto-mediatica. L'irlandese Lola Montez sfruttò la fama di favorita di re Ludovico I di Baviera per le sue tournée in Europa e Stati Uniti; la parigina Marie Duplessis, scomparsa di tubercolosi a ventitré anni, ispirò La dame aux camélias di Dumas figlio e l'opera La traviata di Giuseppe Verdi. In Asia, la già citata Sai Jinhua divenne simbolo dell'incontro fra tradizione e modernità durante la ribellione dei Boxer.

## Condizione sociale e carriera

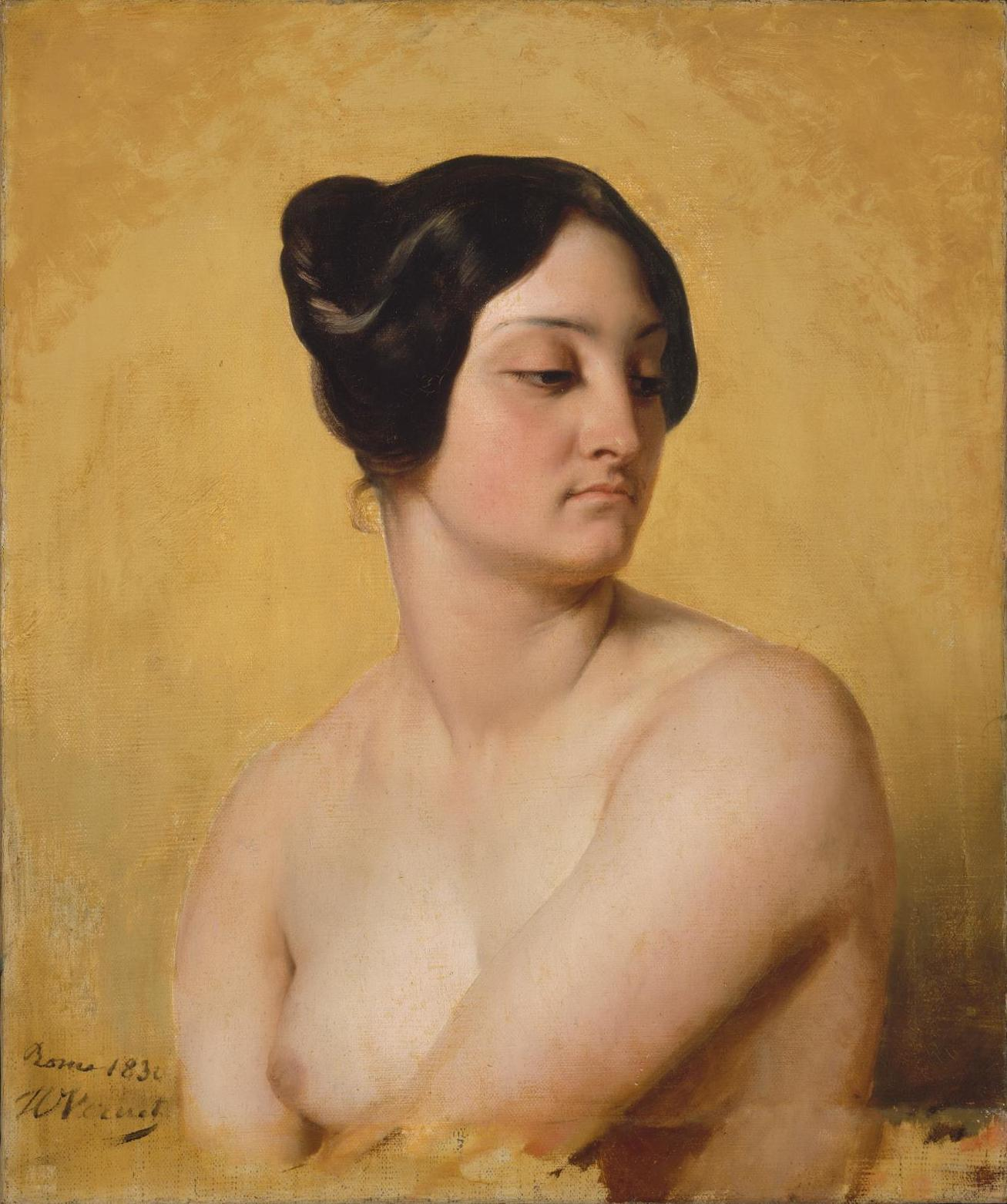
Olympe Pélissier (Vernet, 1830): sposerà Gioachino Rossini nel 1846.

### Stratificazione e rango sociale
Fin dal Rinascimento italiano la figura della cortigiana fu segmentata in classi ben differenziate: alla sommità stava la cosiddetta cortigiana onesta («onorata»), padrona di retorica, poesia, musica e conversazione, mentre in fondo alla scala si trovava la cortigiana di lume, attiva quasi esclusivamente sul piano sessuale. L'appartenenza all'una o all'altra categoria dipendeva da nascita, istruzione e capacità di gestire una rete di patroni; non di rado un matrimonio di facciata con un uomo di rango inferiore legittimava la presenza della donna nei salotti aristocratici, con vantaggi reciproci per i coniugi.
Stratificazioni analoghe esistevano anche oltre la penisola. Nella Grecia classica le hetairai godevano di autonomia giuridica, pagavano tasse proprie ed erano cercate come intrattenitrici colte, un ruolo documentato da fonti letterarie e confermato dai lessicografi moderni. In India le ganikā, descritte nell'Arthaśāstra, operavano alle dipendenze dello Stato, svolgendo mansioni diplomatiche oltre che erotiche e potendo accumulare ricchezze personali considerevoli. In Giappone, durante il periodo Edo, le oiran erano integrate in quartieri regolamentati (yūkaku) e selezionavano i clienti dopo cerimonie di alto profilo che dimostravano competenze in poesia, calligrafia e teatro. La Parigi del Secondo Impero parlava invece di demi-monde per indicare donne mantenute che vivevano al margine – ma in contatto costante – con l'aristocrazia e l'alta borghesia, stabilendo un'ulteriore sottoclasse entro la stessa professione.
Alla scala maschile, ruoli come il cicisbeo in Italia, il Chevalier servant in Francia o il Cortejo spagnolo formalizzavano relazioni extraconiugali all'interno dell'élite, segno che il negoziato fra reputazione pubblica e legami privati era un fenomeno diffuso nella società d'Ancien Régime.

### Economia della carriera e pensionamento

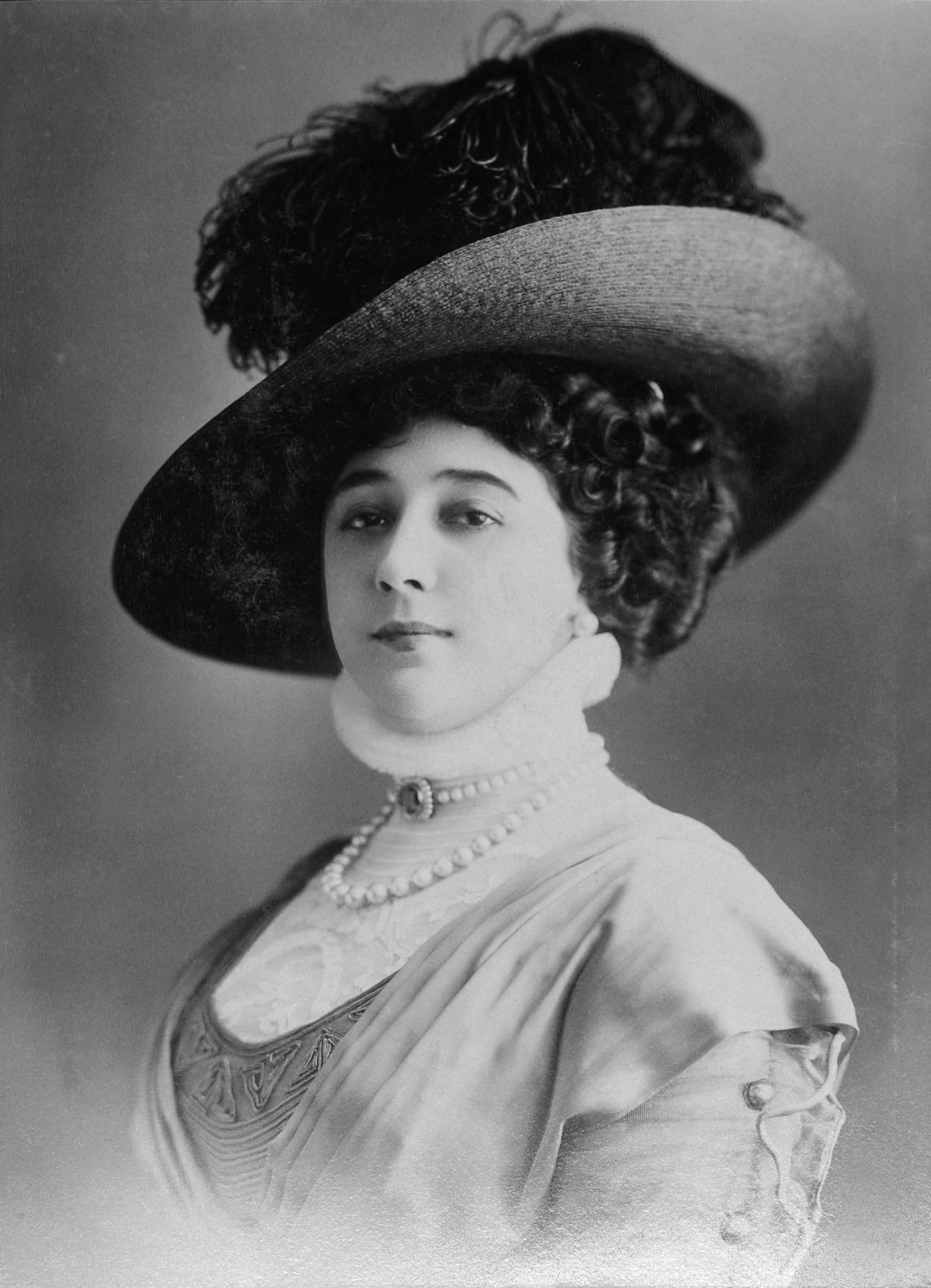
La Bella Otero (ca 1895), fotografia di Jean Reutlinger. La celebre cortigiana spagnola convertì la propria notorietà in tournée internazionali e ingenti investimenti immobiliari, esempio emblematico di gestione economica della carriera.

Il capitale economico di una cortigiana si costruiva, per prima cosa, con un contratto. In Francia l'accordo più diffuso era l'acte de donation rogato da un notaio, con cui il benefattore trasferiva alla donna rendite o immobili in previsione della rottura della relazione: l'archivio fiscale francese ne conserva centinaia fra 1830 e 1870. Nei Paesi di common law, come il Regno Unito, si faceva invece largo uso di polizze di rendita vitalizia o di trust intestati a società di gestione.
Il venir meno delle pene corporali contro la prostituzione di lusso, nel corso del Settecento, allungò sensibilmente la vita professionale delle cortigiane più organizzate. Catherine Walters, soprannominata «Skittles», visse sufficientemente a lungo da ricevere pensioni da più ex protettori e morì milionaria in termini odierni. Viceversa, chi non possedeva risparmi o contratti d'appoggio rischiava di precipitare rapidamente nell'indigenza, soprattutto in presenza di malattie a trasmissione sessuale come sifilide o tubercolosi, assai frequenti, che riducevano l'attrattiva e quindi il reddito.
L'Ottocento vide anche la nascita della cortigiana-celebrità. Lola Montez, irlandese, usò la fama di favorita di Ludovico I di Baviera per organizzare le proprie tournée di conferenze e spettacoli in Europa e nel mondo, trasformando il capitale erotico in reddito mediatico. Marie Duplessis morì a soli ventitré anni di tubercolosi, ma la sua figura sopravvive nella Dame aux camélias di Dumas figlio e nella Traviata di Giuseppe Verdi, dimostrando come la letteratura potesse prolungarne la "carriera simbolica" oltre la vita biologica.
In epoca repubblicana romana alcune cortigiane, fra cui Precia, fungevano da intermediarie politiche, negoziando nomine militari o favori legali dietro compenso; la storiografia recente le considera un esempio precoce di capitale relazionale femminile capace di incidere nell'arena pubblica.
La traiettoria tipica della carriera della cortigiana si poteva concludere in tre modi: pensionamento garantito da investimenti immobiliari o rendite notarili, matrimonio con un cliente facoltoso – come accadde a Olympe Pélissier, che sposò Rossini – oppure più frequentemente, in assenza di tutele economiche e di protezioni sociali, scivolata verso la marginalità. In ogni caso, la carriera di una cortigiana dipendeva meno dall'età biologica che dalla capacità di convertire il capitale erotico in capitale culturale e patrimoniale, entrando così, pur da posizione informale, nei meccanismi di accumulazione delle élite maschili dell'epoca.
Per chi traeva la principale fonte di reddito dall'arte della courtisanerie, il successo era legato insomma alla buona amministrazione del denaro e alla capacità di conservare a lungo la protezione di uomini potenti. Molte scalarono la gerarchia delle corti europee, iniziando come amanti di nobili minori e giungendo a essere (seppur ufficiosamente) favorite di sovrani o principi. Fu coniato il termine "pornocrazia".

## Nella letteratura

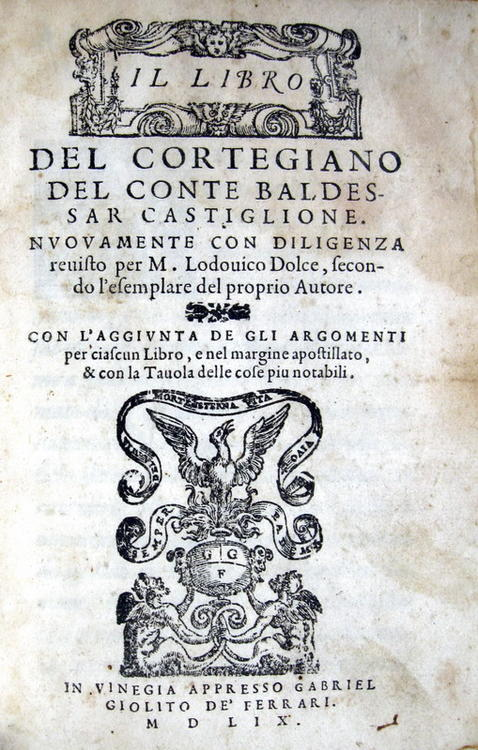
Frontespizio de Il libro del cortegiano (1528) di Baldassarre Castiglione (edizione Giolito, 1559)

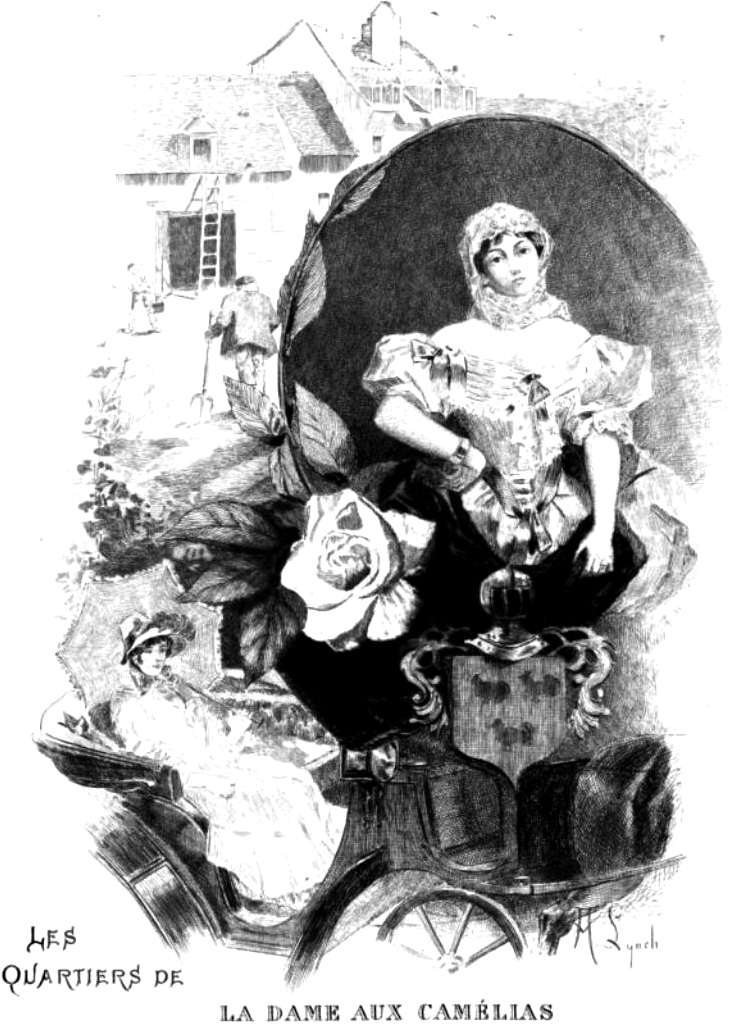
Illustrazione di Albert Lynch per La signora delle camelie (edizione 1885) di Alexandre Dumas figlio

Nel I secolo a.C. Cornelio Gallo fece dell'artista del mimo e cortigiana Licoride (Volumnia Citeride) la protagonista delle sue poesie d'amore.
Lo scrittore Pietro Aretino dedicò alla materia una serie di dialoghi, i Ragionamenti (1534-1536), in cui una madre istruisce la figlia sulle opzioni possibili per una donna e su come diventare un'efficace cortigiana.
Nella letteratura francese del Settecento la cortigiana fu spesso idealizzata come figura bella e colta dell'antichità classica, invariabilmente in ottima salute e curiosamente immune dalla piaga sociale della sifilide.
Il romanziere Honoré de Balzac le dedicò il ciclo Splendori e miserie delle cortigiane (1838-1847), mentre Émile Zola ritrasse lo stesso ambiente in Nanà (1880).

## Nell'arte

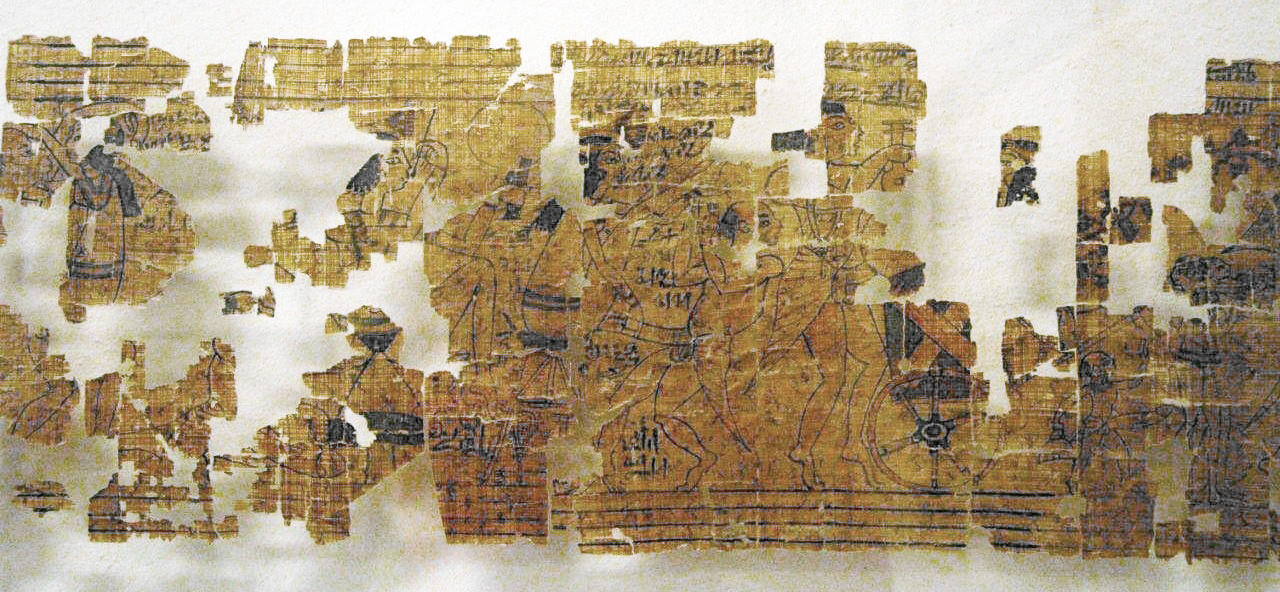
Dettaglio dal Papiro satirico-erotico di Torino (circa 1150 a.C.), unica testimonianza iconografica dell'erotismo nell'arte egizia dove si riconoscono figure femminili professionali del piacere.

L'arte dell'Antico Egitto raramente – e quasi mai in contesti ufficiali – rappresentò scene di cortigianato in senso moderno, ma il Papiro satirico-erotico di Torino rivela come esistessero già nel Nuovo Regno processionarie di piacere stabili, magari legate al culto di divinità come Hathor.

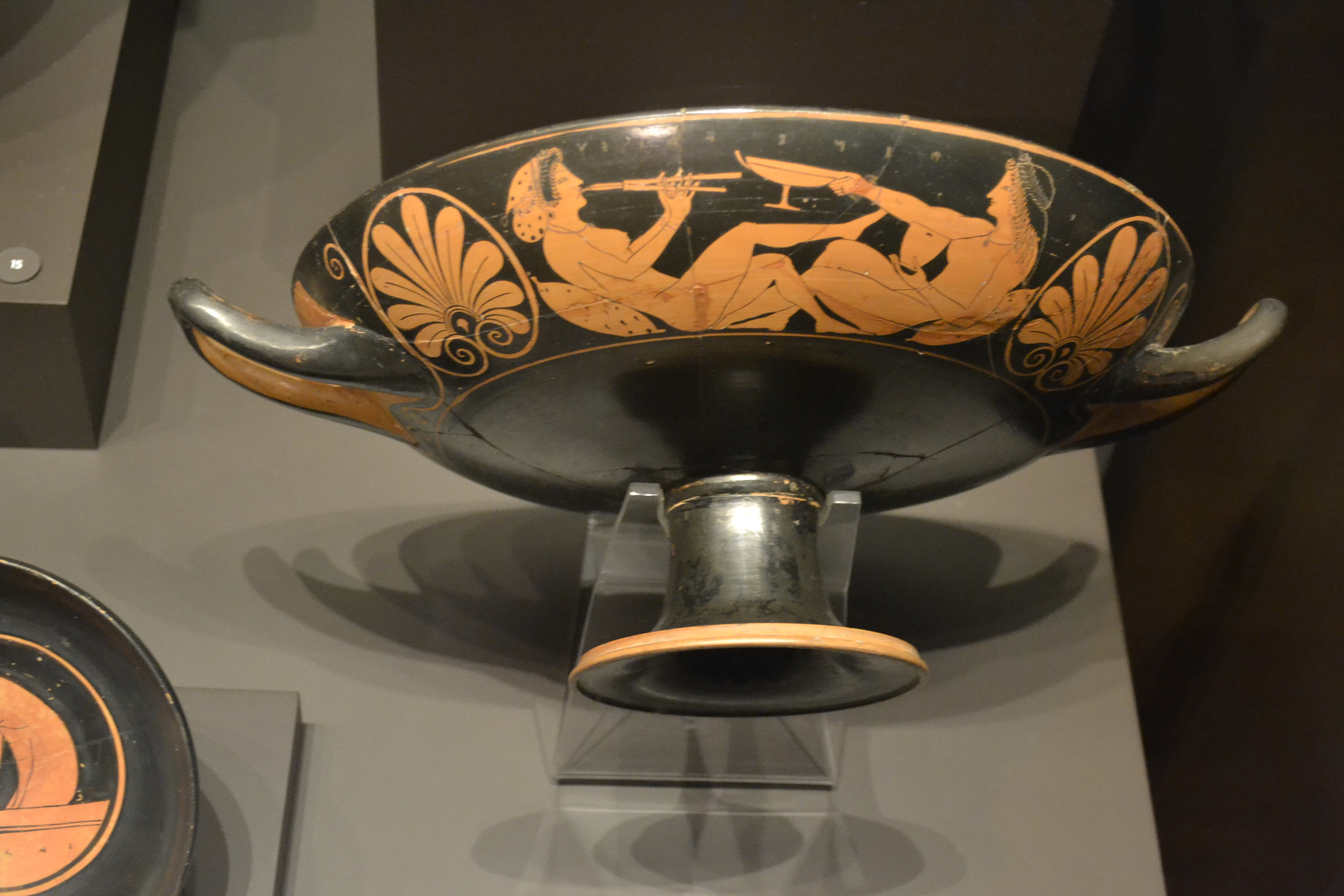
Kylix del simposio delle etere, attribuito al ceramografo di Oltos, Attica, ca. 510 a.C., Museo archeologico nazionale di Spagna (MAN).

Nell'arte greca le cortigiane di alto bordo, le hetairai, compaiono soprattutto su vasi a figure rosse utilizzati nei simposi aristocratici. Un esempio celebre è un psykter attico a figure rosse attribuito a Eufronio (ca. 505 a.C.), oggi all'Ermitage di San Pietroburgo, che mostra due hetairai accanto a un suonatore d'aulos, sottolineando il loro ruolo di intrattenitrici colte durante i banchetti; alle hetairai era infatti concessa la partecipazione al simposio come conversatrici e musiciste, diversamente dalle donne rispettabili escluse da questi contesti privati. Tuttavia le raffigurazioni tendono a enfatizzare l'aspetto rituale e relazionale più che il ritratto individuale, riflettendo la funzione sociale della cortigiana come intermediaria culturale tra sfera privata e pubblica. Infine, è possibile distinguere nei vasi attici a figure nere e rosse tipologie iconografiche diverse per hetairai e porne, chiarendo posture e attributi simbolici di ciascuna categoria.
Dell'antica Roma non sono note rappresentazioni pittoriche coeve di cortigiane di élite: le immagini superstiti (come i dipinti erotici del Lupanare di Pompei) riguardano infatti prostitute di strada. Gli studiosi hanno pertanto identificato la figura della cortigiana nobile soprattutto attraverso testimoni letterari, mentre l'arte plastica e parietale romana non offre ritratti "reali" di professioniste del piacere di alto livello.
Il Ritratto di cortigiana (1597) attribuito a Caravaggio raffigura Fillide Melandroni con occhio diretto e fiore di gelsomino, emblema di passione e transazione amorosa. Presso gli Accademici di Francia, Angelika Kauffmann dipinse nel 1794 Frine seduce Senocrate, valorizzando l'erudizione e la libertà intellettuale delle etere.

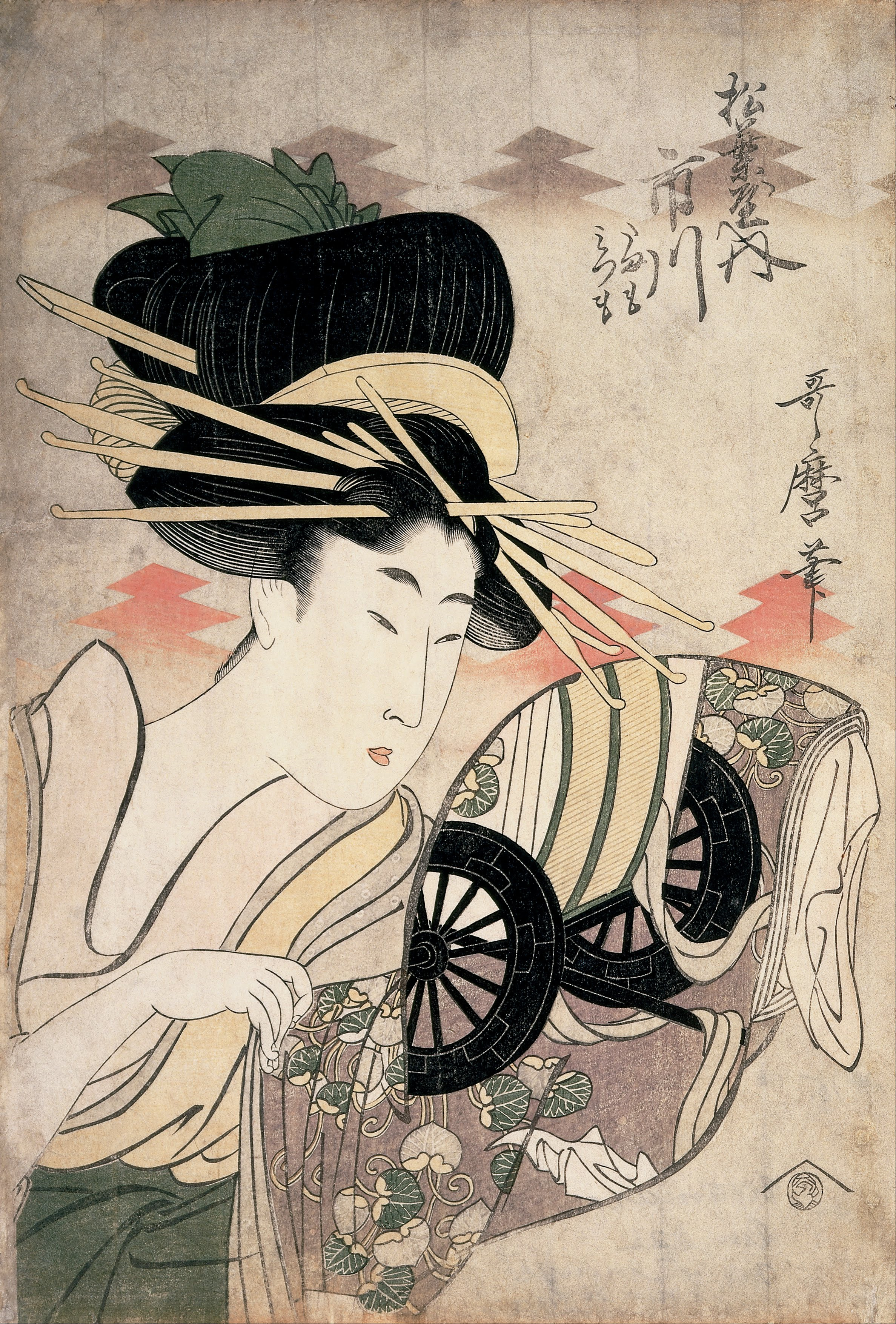
La cortigiana Ichikawa della casa Matsuba di Kitagawa Utamaro

Nell'«ukiyo-e» giapponese del periodo Edo le oiran vennero riprodotte in stampe policrome di grande diffusione. Una serie conservata al Cleveland Museum of Art mostra le cortigiane di Yoshiwara nei loro sontuosi obi e intrattenimenti musicali.

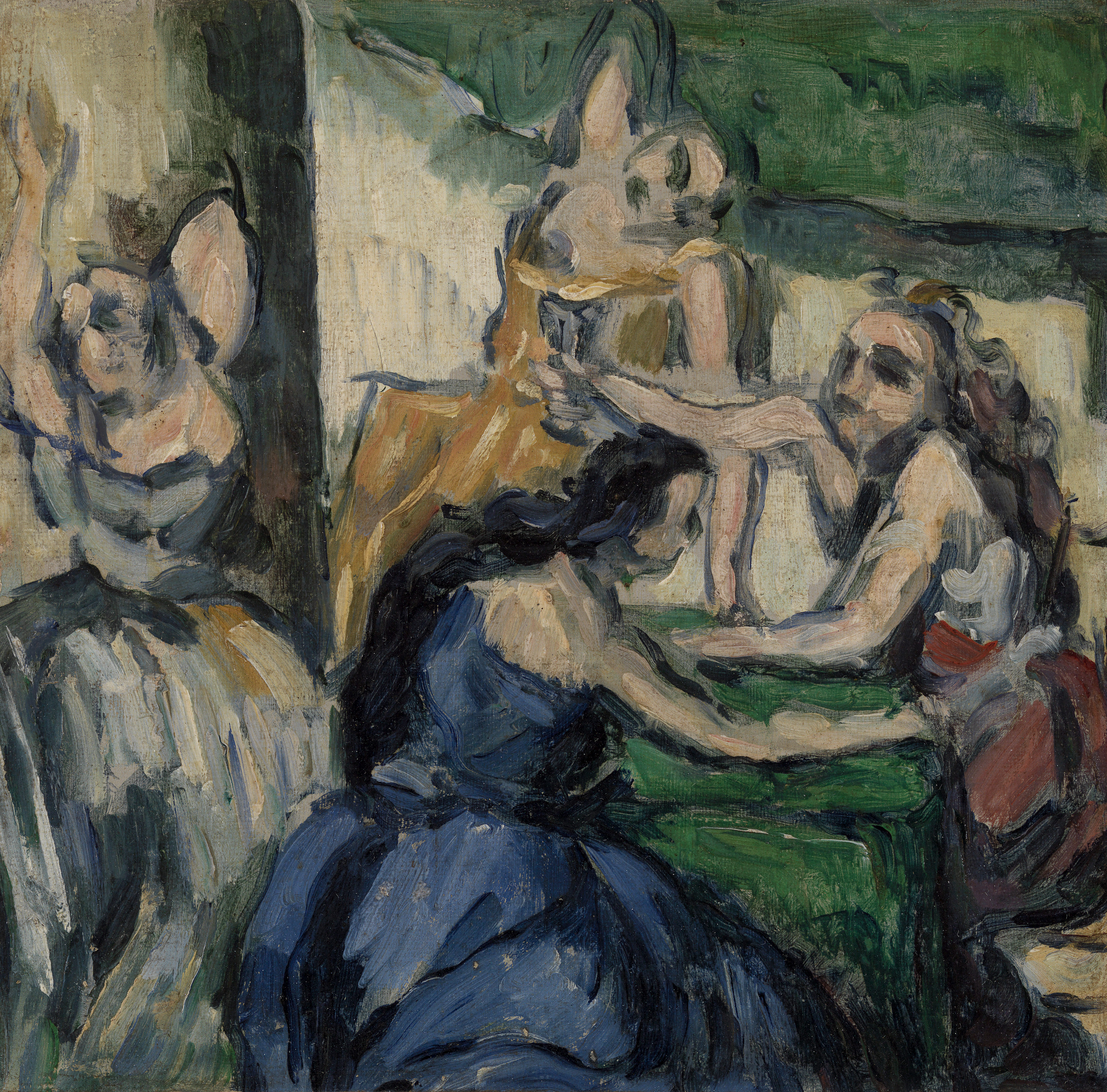
Paul Cézanne, Le cortigiane (Les Courtisanes) (1877-78), Barnes Foundation

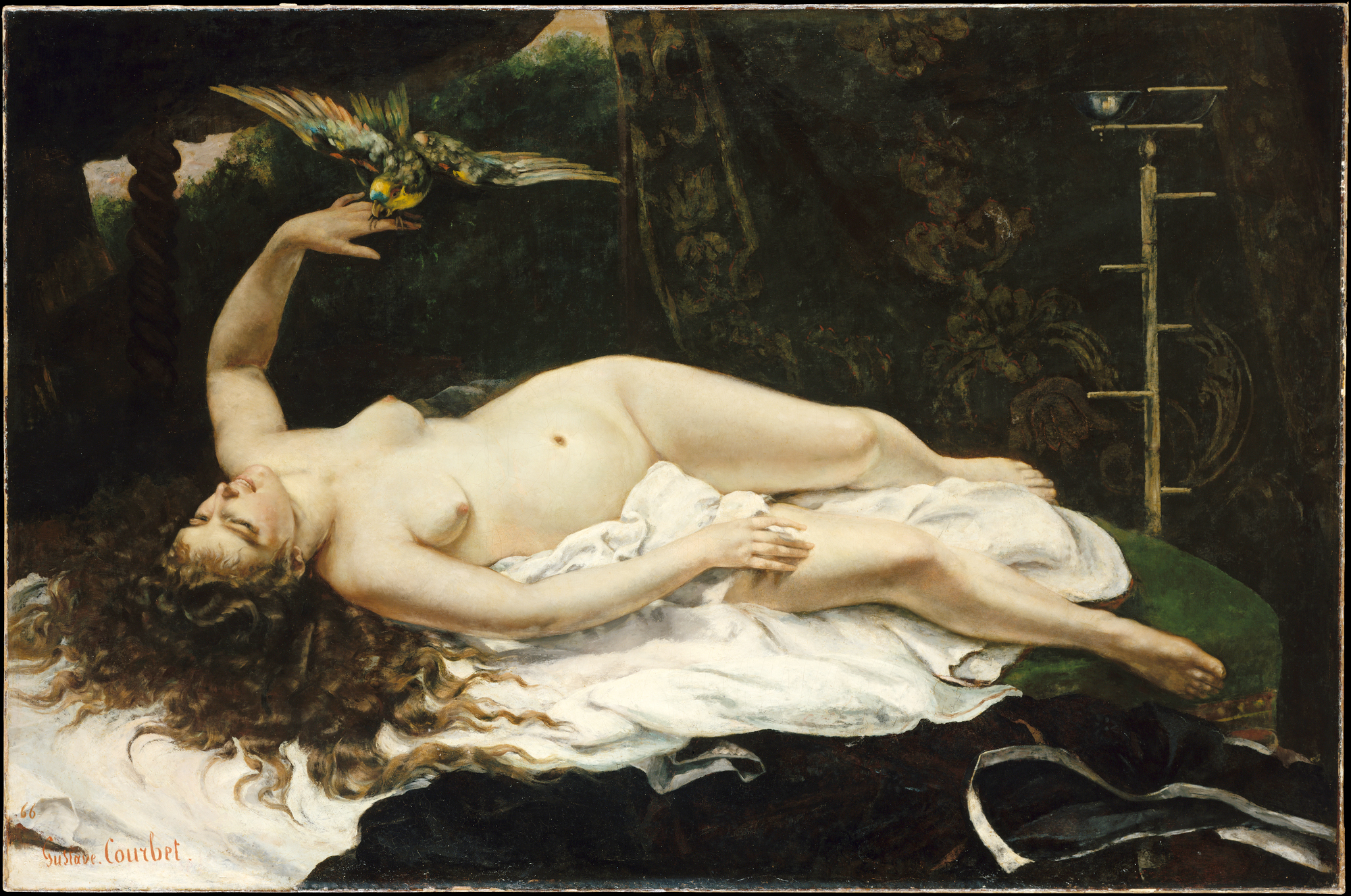
Donna con pappagallo (1866) di Gustave Courbet

Con l'Ottocento la cortigiana approda alla modernità proto-mediatica. Paul Cézanne affrontò il tema ne Le cortigiane (Les Courtisanes) (1877-78), dove quattro donne dalla postura ambigua incarnano la sottoclasse del demi-monde parigino.Nel 1887 Vincent van Gogh realizzò Cortigiana (da Eisen), basandosi su una incisione di Keisai Eisen e fondendo influenze occidentali ed esotiche.

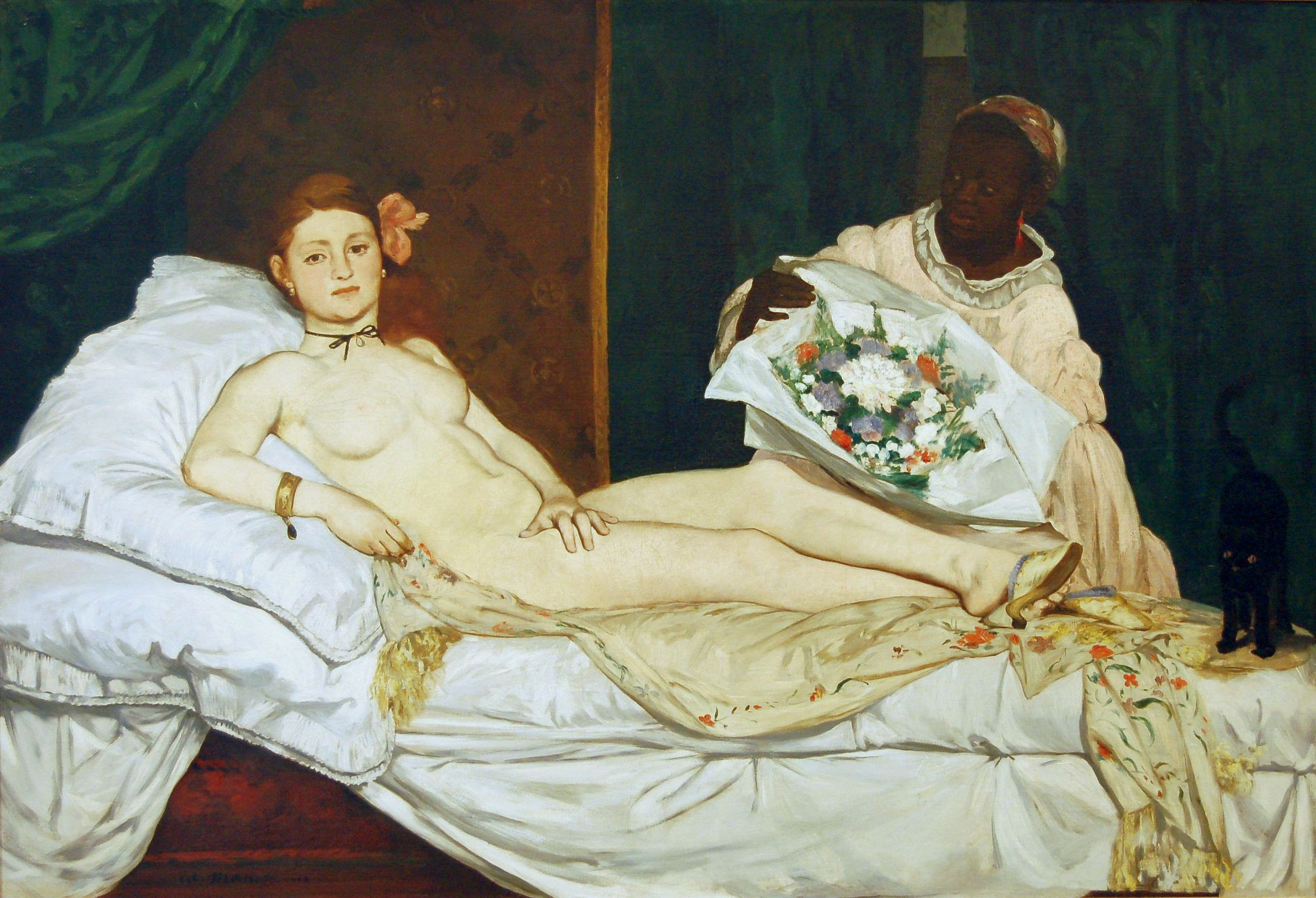
Olympia (1865) di Édouard Manet

La fine dell'Ottocento e gli inizi del Novecento videro nella cortigiana un simbolo di provocazione e critica sociale. Gustave Courbet, con Donna con pappagallo (1866), sottolineò la mercificazione femminile attraverso l'accostamento del pappagallo esotico e dello sguardo diretto della donna. Édouard Manet e Pablo Picasso interpretarono il tema in chiave moderna, rispettivamente con Olympia (1865) e Les demoiselles d'Avignon (1907), rovesciando i codici accademici del nudo e del ritratto.
Nel XXI secolo, artiste come Elizabeth Colomba hanno restituito alle cortigiane centralità narrativa, dipingendo figure come Farewell Anaïs (2018), che rievoca in chiave contemporanea la memoria di donne professioniste del piacere.